# Pierella browni
Pierella browni är en fjärilsart som beskrevs av Forster 1964. Pierella browni ingår i släktet Pierella och familjen praktfjärilar. Inga underarter finns listade i Catalogue of Life.